# 안도 유코 (가수)
안도 유코(安藤 裕子, 1977년 5월 9일 ~)는 일본의 싱어송라이터이다. 가수 데뷔 전에는 배우로도 활동했다.

## 내력
- 2003년 미니 앨범 《사리》로 데뷔했다.
- 2009년 4월 15일에는 첫 베스트 앨범 《THE BEST '03~'09》를 발매했다.

## 음반 목록

### 싱글
1. 물빛의 화음 (2004.06.23)
2. 당신과 내가 할 수 있는 것 (2005.04.27)
3. Lost child, (2005.07.27)
4. 외로움을 느끼는 사람의 말들 (2005.10.05)
5. TEXAS (2006.07.26)
6. The Still Steel Down (2006.10.25)
7. 대양의 달 (2007.10.17)
8. 패럴렐 (2008.03.19)
9. Paxmaveiti [라흐마베티] -그대가 내게 준 것- (2009.11.25)

### 미니 앨범
1. 사리 (2003년 7월 9일)
2. and do, record. (2004년 1월 28일)

### 앨범
1. Middle Tempo Magic (2004년 9월 8일)
2. Merry Andrew (2006년 1월 25일)
3. shabon songs (2007년 2월 14일)
4. chronicle. (2008년 5월 21일)

### DVD
- the Moon and the Sun. (2006)
- TOUR 2008 “Encyclopedia.” FINAL (2009)

## 출연

### TV 드라마
- 이케부쿠로 웨스트 게이트 파크(I.W.G.P.) (2000년) - 가오루 역 (미즈노 슌의 여자친구)

### 영화
- 해피해피 와이너리 (2014년) - 에리카 역

## 같이 보기
- 차라